# Carl Edmund Wenström

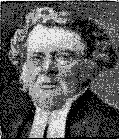
Porträtt av Carl Edmund Wenström.

Carl Edmund Wenström, född den 17 oktober 1810 i Sala, död den 18 december 1879 i Falun, var en svensk präst och författare. Han var far till ordboksredaktören Edmund Wenström och bror till ingenjören Wilhelm Wenström, som i sin tur var far till det elektriska trefassystemets uppfinnare Jonas Wenström.
Wenström blev student vid Uppsala universitet 1831, prästvigdes 1833 och blev filosofie magister 1836. Han tjänstgjorde i olika Stockholmsförsamlingar 1837-1857, längst i Sankt Nicolai församling. Amanuens och senare notarie i hovkonsistorium, hovpredikant 1840 och predikant vid Djurgårdsbrunn. Kyrkoherde och slutligen kontraktsprost i Falun var han från 1858.
Wenström utgav mest teologisk litteratur men också lyrik. År 1837 fick han pris av Svenska akademien för skaldestycket Luthers prestvigning. Som framgår av bibliografin nedan var Wenström även socialt engagerad.  

### Redaktörskap
- Böcker för sockenbiblioteket. Stockholm: Huldbergs bokh. 1870. Libris 1579121

### Översättningar
- Germain François Poullain de Saint-Foix: Sylfen, eller Flickan, som icke vill gifta sig: komedi i en akt (Hjerta, 1838) (Le Silphe)
- Johan Ludvig Heiberg: En själ efter döden: en apocalyptisk comedie (Bagge, 1841) (En sjæl efter Døden)
- Friedrich Arndt: Jesu lefwerne: predikningar (Örebro, 1852-1861)  [sex vol.]
- Martin Luther: Doct. Mårt. Luthers lilla cateches (Nordin, 1869) (Der kleine Katechismus)